# Габітус (теорія соціального аналізу)
Габітус — звички, жести, набуті програми поведінки індивіда, оцінки ним ситуації — продукти індивідуальної соціалізації.
Га́бітус — одне із основних понять у теорії П'єра Бурдьє.

## Історія поняття
Термін «габітус» використовували у своїх працях Марсель Мосс і Норберт Еліас. Але саме Бурдьє розробив його у тій формі, в якій це поняття використовують у сучасній теорії соціального аналізу (соціологія).